# Fenestrulina gelasinoides
Fenestrulina gelasinoides är en mossdjursart som beskrevs av Gordon 1984. Fenestrulina gelasinoides ingår i släktet Fenestrulina och familjen Microporellidae. Inga underarter finns listade i Catalogue of Life.